# Valeriu Ostalep
Valeriu Ostalep (n. 22 iulie 1976, Chișinău, URSS) este un om de afaceri moldovean, fost diplomat și funcționar public, viceministru al afacerilor externe și integrării europene între 15 iulie 2005 și 6 noiembrie 2009. Către 2018 era director al Institutului de Studii Diplomatice, Politice și Securitate.
Împreună cu fratele său, deține o firmă specializată în importul și exportul de armament și muniții.
A fost decorat cu Ordinul „Gloria Muncii” în 2009 și cu Ordinul de Onoare în 2018.